# Лујо Адамовић
Лујо Адамовић (Ровињ, 31. јул 1864 — Дубровник, 19. јул 1935) био је српски ботаничар.

## Биографија
Студирао је медицину у Бечу и природне науке у Београду и Берлину. Радио је као професор у средњој школи у више места у Србији. После одбране доктората, од 1901. до 1905. године био је професор Велике школе у Београду, а после тога одлази у Беч за доцента.
За време Првог светског рата био је управник Ботаничке баште у Београду.
Проучавао је флору и вегетацију Балканског и Апенинског полуострва, а нарочито је обрадио подручја Србије, Црне Горе, Бугарске и Далмације. Увео је многе појмове у савремену гео-ботаничку науку, на пример вегетацијске појмове псеудомакија и шибљак.
Његова најзначајнија дела су:
- О шумама југоисточне Србије, (Дело, 1899);
- Вегетацијски односи Балканског полуострва (Лајпциг, 1909);
- Биљногеографске формације зимзеленог појаса Далмације, Херцеговиине и Црне Горе (1911);
- Фитогеографски положај и подела Италије.

Поред ових монографских објављивао је још многе стручне радове у научним часописима (Рад, ЈАЗУ; Глас, САН и др.).
Као и његов претходник и узор Јосиф Панчић вршио је ботаничка путовања по земљи и даље. Да испита његову флору, 1890. године први се попео на Миџор, највиши врх Старе планине. Био је познат у целом свету, природњачка струка га је ценила и често цитирала. Поред теренских истраживања бавио се и доказивањем законитости у развитку и распрострањености биљних врста.
Отац му је био српски педагог и историчар Вицко Адамовић.